# Stormen Hilde

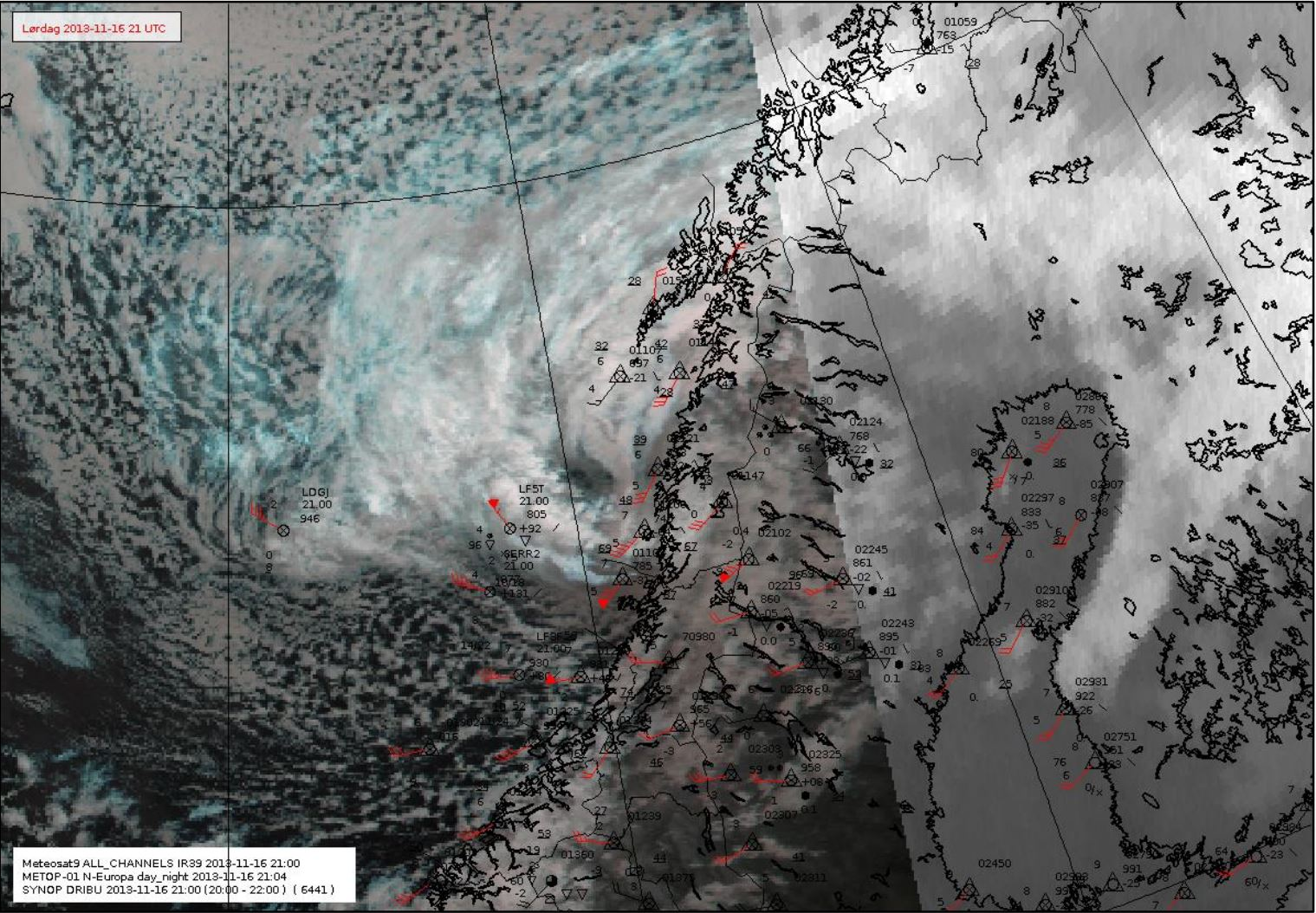
Satellitbild som visar stormen, kvällen den 17 november 2013.

Stormen Hilde eller Eino var en kraftig storm som drog in över Skandinavien från Norska havet på lördagskvällen den 16 november 2013 och fortsatte över Finland. Den kraftigaste vindbyn i Norge uppmättes på Nordøya med 49 m/s, den kraftigaste i Sverige uppmättes i Stekenjokk i Lapplandsfjällen med 56 m/s och den kraftigaste i Finland i Kaskö med 32,9 m/s. Dammarna utanför Sankt Petersburg stängdes på grund av stormen.
I Sverige uppmättes ett nytt medelvindsrekord med 47 m/s i Stekenjokk den 16 november. Det tidigare svenska rekordet för högsta medelvind var 44 m/s i samband med stormen Gudrun den 11 januari 2005 och den 2–3 mars 2011. Även dessa rekord noterades i Stekenjokk som ofta är en mycket drabbad väderstation när det gäller västliga stormar.

## Norge
Polisen i norska Trondheim övervägde på söndagsmorgonen att spärra av delar av staden på grund av ovädret då lösa plåtar flög genom luften. Elavbrotten i Norge blev i samma storleksordning som de svenska men man behövde även hålla huvudledningarna fria från fallande träd. Många av elmontörerna i Norge säger att de aldrig upplevt så kraftig vind tidigare.
I Sogn upptäcktes en krater vars rasmassor täckte 20 000 m² med grus, sand och snö. Även 1933 och 1983 inträffade liknande händelser i samma område.

## Sverige
Stormen drog över mellersta Norrland den 16–17 november och orsakade stora skador i framförallt Jämtland, södra Lappland, Västernorrland och Västerbotten.
Polisen i Jämtland uppmanade människor att inte ge sig ut på vägarna i onödan. Väg E45 mellan Östersund och Arvidsjaur drabbades av många nedfallna träd. Även den så kallade ”blå vägen”, E12, mellan Vännäs och Tärnaby särskilt vid Lycksele blev i samma skick.
36 000 hushåll blev utan ström tidigt den 17:e och många hade inte fått tillbaka strömmen den 18:e. De värst drabbade länen var Västerbottens län, Västernorrlands län och Jämtlands län. Järnvägen Östersund-Storlien stängdes klockan 21 på lördagen och öppnade inte igen förrän sent på söndagen. Nattågen till Luleå från Stockholm och Göteborg fick stanna 3 timmar i Umeå. Tåget från Stockholm beräknades på söndagsmorgonen bli 2,5 timmar sent medan tåget från Göteborg beräknades komma i tid.

## Finland
I Finland kallades stormen Eino (namnsdag 17 november enligt den finskspråkiga almanackan). De hårdaste vindarna uppmättes söder om Uleåborg, med en medelvind på 27 m/s i Brahestad. Den kraftigaste vindbyn, 32,9 m/s, uppmättes i Kaskö. De största skadorna på elnätet kan ha uppkommit i Södra Savolax, där mer eller mindre alla hushåll i glesbygden drabbades. Ännu i Rantasalmi uppmättes 29 m/s.
Som mest var uppemot 200 000 hushåll utan elektricitet i hela landet. Detta motsvarar förhållandena efter stormen Dagmar, lokalt är skadorna mindre, men större områden har drabbats. Skadorna reparerades i snabb takt, tack vare bättre beredskap, men många kunder väntas vara utan ström i dagar.